# Mistrzostwa Polski w kolarstwie torowym – wyścig punktowy kobiet
Mistrzostwa Polski w kolarstwie torowym w konkurencji wyścigu punktowego (długodystansowego) kobiet odbywają się od 1993.

## Medalistki
| Rok  | Złoto                | Srebro                  | Brąz                 |
| 1993 | Agnieszka Godras     | Małgorzata Jędrzejewska | Bogumiła Matusiak    |
| 1994 | Agnieszka Godras     | Małgorzata Jędrzejewska | Agnieszka Wiśniewska |
| 1995 | Agnieszka Godras     | Małgorzata Jędrzejewska | Marzena Piskuła      |
| 1996 | Agnieszka Godras     | Małgorzata Sandej       | Marzena Piskuła      |
| 1997 | Agnieszka Godras     | Małgorzata Sandej       | Anna Małysza         |
| 1998 | Monika Tyburska      | Dorota Czynszak         | Małgorzata Wysocka   |
| 1999 | Dorota Czynszak      | Monika Tyburska         | Anna Skawińska       |
| 2000 | Wioletta Balawajder  | Karolina Raby           | Monika Banasiak      |
| 2001 | Monika Tyburska      | Małgorzata Wysocka      | Agnieszka Wilczyńska |
| 2002 | Agnieszka Wilczyńska | Emilia Skawińska        | Agnieszka Pietr      |
| 2003 | Agnieszka Pietr      | Elżbieta Walasek        | Elżbieta Szczepańska |
| 2004 | Karolina Janik       | Anna Skawińska          | Karolina Konieczna   |
| 2005 | Katarzyna Jagusiak   | Małgorzata Wojtyra      | Anna Skawińska       |
| 2006 | Małgorzata Wojtyra   | Joanna Ignasiak         | Karolina Janik       |
| 2007 | Marta Szczuko        | Renata Dąbrowska        | Patrycja Wiśniewska  |
| 2008 | Małgorzata Wojtyra   | Edyta Jasińska          | Renata Dąbrowska     |
| 2009 | Natalia Rutkowska    | Katarzyna Pawłowska     | Paulina Cywińska     |
| 2010 | Katarzyna Pawłowska  | Małgorzata Wojtyra      | Edyta Jasińska       |
| 2011 | Katarzyna Pawłowska  | Daria Fabiszak          | Małgorzata Wojtyra   |
| 2012 | Katarzyna Pawłowska  | Natalia Rutkowska       | Małgorzata Wojtyra   |
| 2013 | Natalia Rutkowska    | Katarzyna Pawłowska     | Edyta Jasińska       |
| 2014 | Małgorzata Wojtyra   | Daria Pikulik           | Łucja Pietrzak       |
| 2015 | Karolina Karasiewicz | Natalia Rutkowska       | Łucja Pietrzak       |
| 2016 | Edyta Jasińska       | Karolina Karasiewicz    | Natalia Rutkowska    |
| 2017 | Daria Pikulik        | Katarzyna Pawłowska     | Monika Graczewska    |
| 2018 | Monika Graczewska    | Karolina Karasiewicz    | Wiktoria Pikulik     |
| 2019 | Daria Pikulik        | Nikol Płosaj            | Karolina Karasiewicz |
| 2020 | Karolina Karasiewicz | Wiktoria Pikulik        | Nikol Płosaj         |
| 2021 | Łucja Pietrzak       | Nikol Płosaj            | Patrycja Lorkowska   |
| 2022 | Wiktoria Pikulik     | Daria Pikulik           | Karolina Karasiewicz |
| 2023 | Wiktoria Pikulik     | Nikol Płosaj            | Patrycja Lorkowska   |
| 2024 | Olga Wankiewicz      | Patrycja Lorkowska      | Nikol Płosaj         |